# Qinisile Mabuza
Pour les articles homonymes, voir Mabuza.
Qinisile Mabuza est une juge swazi, première femme juge nommée au Eswatini. Elle est également la première femme procureur lorsqu'elle est nommée en 1978,.

## Biographie

### Enfance et formations
Qinisile Mabuza obtient une licence en droit à l'université du Botswana, du Lesotho et du Swaziland. Puis elle obtient une maîtrise en droit, avec une spécialisation en droit pénal et en procédure pénale, à l'université d'Afrique du Sud. Elle y enseigne comme professeur de droit entre 2002 à 2005. 

## Carrière
Qinisile Mabuza devient la première femme avocate du Swaziland en 1978, puis la première femme juge. En 2010, elle supervise une décision qui donne aux femmes swazis des droits égaux en matière de propriété en déclarant qu'il y avait eu suffisamment de temps depuis l'adoption de la Constitution du Swaziland en 2005: 

« (...) pour s'engager dans des réformes législatives agressives, en particulier celles concernant les femmes qui ont été marginalisées au fil des ans dans de nombreux domaines du droit (...). »

Qinisile Mabuza est la seule femme juge swazi à cette époque, bien qu'une deuxième femme juge ait été nommée depuis. Elle fait partie d'une équipe d'enquête qui se rend en Zambie au nom de la Cour internationale de justice afin enquêter sur les circonstances de la suspension de trois juges de ce pays,.
Les médias d'Eswatini rapportent que le juge en chef Michael Ramodibedi émet en 2014 des mandats d'arrêt à l'encontre de trois juges et avait demandé à la police de surveiller les actions de Mabuza. Ces allégations sont par la suite démenties, mais il est dit que c'est en réponse à leur opposition à la nomination du juge junior Mpendulo Simelane. Le roi Mswati III approuve Mabuza comme représentant à la Cour de justice du Marché commun de l'Afrique orientale et australe en 2015 contre l'avis de Michael Ramodibedi qui voulait que ce soit Mpendulo Simelane qui représente le Swaziland à la cour. Qinisile Mabuza est ensuite été élue à la tête du tribunal de première instance du Marché commun de l'Afrique orientale et australe en septembre 2016,,,.
En 2021, le centre des programmes internationaux de l'American Bar Association (ABA) diffuse une vidéo enregistrée par Mabuza, qui figure parmi « des héros de l'État de droit du monde entier »  afin de partager leurs idées sur la protection et la préservation de l'indépendance judiciaire.